# Pryskyřník pohorský
Pryskyřník pohorský (Ranunculus pseudomontanus) je druh rostliny z čeledi pryskyřníkovité (Ranunculaceae), z příbuzenstva pryskyřníku horského (Ranunculus montanus agg.).

## Popis
Jedná se o vytrvalou rostlinu, dorůstající nejčastěji výšky 15–30 (zřídka až 50) cm, s krátkým lysým oddenkem. Lodyha je přímá, víceméně nevětvená, chlupatá. Listy jsou střídavé, přízemní jsou dlouze řapíkaté, lodyžní jsou víceméně přisedlé. Čepele přízemních listů jsou zpravidla pětiklané, členěné do 4/5, lesklé a tmavozelené, úkrojky jsou trojklané, zastřihovaně zubaté. Čepele jsou chlupaté. Lodyžní listy jsou pětisečné s čárkovitými úkrojky. Květy jsou žluté, asi 20–25 mm v průměru, květní lůžko je jen na vrcholu chlupaté. Kališních lístků je 5, vně chlupaté. Korunní lístky jsou žluté, je jich 5, na vrcholu nejsou vykrojené. Kvete v červnu až v srpnu. Plodem je nažka, na vrcholu zakončená velmi krátkým háčkovitým zobánkem. Nažky jsou uspořádány do souplodí v počtu asi 25–30. Počet chromozomů je 2n=16.

## Rozšíření
Pryskyřník pohroský roste v horách střední až jižní Evropy, především v Karpatech a horách Balkánu. Většinou obsazuje vápnité substráty a vyskytuje se v subalpínském až alpínském stupni. V České republice neroste, nejblíže ho najdeme ve slovenských Karpatech. V Alpách je nahrazen příbuznými druhy, např. pryskyřníkem horským (Ranunculus montanus).